# Romantic Warrior

Romantic Warrior (en español Guerrero romántico) es el sexto álbum de estudio de la banda estadounidense de jazz fusión Return to Forever, realizado en 1976 por Columbia Records. Tras realizar su álbum anterior, No Mystery (1975), su cuarto álbum con Polydor Records, el grupo decidió cambiarse a Columbia y se retiró a Caribou Ranch cerca a Nederland, Colorado para grabar su próximo álbum. También fue el primer trabajo en ser acreditado únicamente a Return to Forever, removiendo el apodo "presentando a Chick Corea". El álbum es más vanguardista y menos funky que No Mystery y se mantiene como su álbum mejor vendido con cerca de 500,000 copias en Estados Unidos.

## Canciones
| Lado 1 |                        |              |          |  |
| N.º    | Título                 | Escritor(es) | Duración |  |
| 1.     | «Medieval Overture»    | Chick Corea  | 5:14     |  |
| 2.     | «Sorceress»            | Lenny White  | 7:34     |  |
| 3.     | «The Romantic Warrior» | Corea        | 10:52    |  |

| Lado 2 |                                                      |                |          |  |
| N.º    | Título                                               | Escritor(es)   | Duración |  |
| 4.     | «Majestic Dance»                                     | Al Di Meola    | 5:01     |  |
| 5.     | «The Magician»                                       | Stanley Clarke | 5:29     |  |
| 6.     | «Duel of the Jester and the Tyrant (Parts I and II)» | Corea          | 11:26    |  |

## Personal
Return to Forever
- Chick Corea – piano acústico, Piano eléctrico Fender Rhodes, Hohner Clavinet,  órgano Yamaha YC45d, sintetizadores (ARP Odyssey, Micromoog, Minimoog, Moog 15 modular, Polymoog), marimba, percussion.
- Stanley Clarke – bajo eléctrico Alembic con Instant Flanger, bajo piccolo, contrabajo, bell tree, campanillas.
- Lenny White – drums, timbal, congas, timbales, cajas, platillos suspendidos, reloj despertador, campanillas.
- Al Di Meola – guitarras eléctricas, guitarra acústica, guitarra soprano, campanillas, flauta de émbolo

Personal técnico.
- Chick Corea – producción.

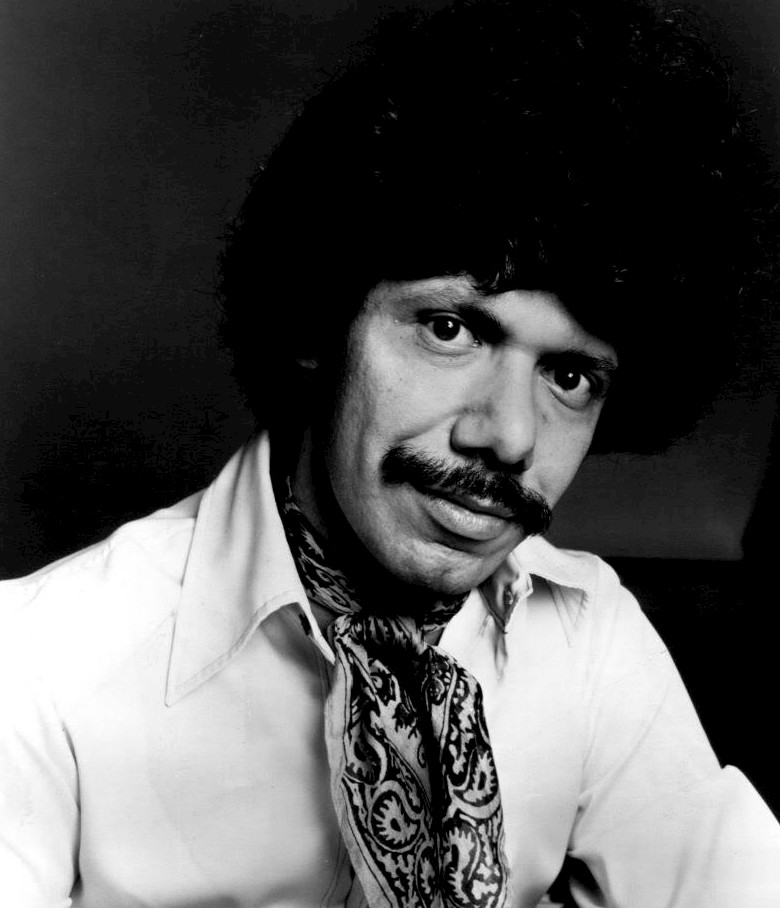
Chick Corea en abril de 1976

- Al Di Meola – asistente de producción.
- Stanley Clarke – asistente de producción.
- Lenny White – asistente de producción.
- Dennis MacKay – ingeniero de grabación, remezcla.
- Tom Likes – ingeniero asistente.
- Wilson McLean – arte de la portada.
- Gerard Huerta – logo.
- Remezclado en Trident Studios, Londres.